# Gare
El barri de la Gare (Quartier de la Gare, en francés) és el 50é barri administratiu de la ciutat de París, dins el 13é districte de la capital francesa. El seu nom fa referència a l'antiga estació fluvial (gare fluviale, en francés) sobre el Sena al voltant de la qual es va desenvolupar el nucli habitat que seria l'origen del barri actual.

## Situació

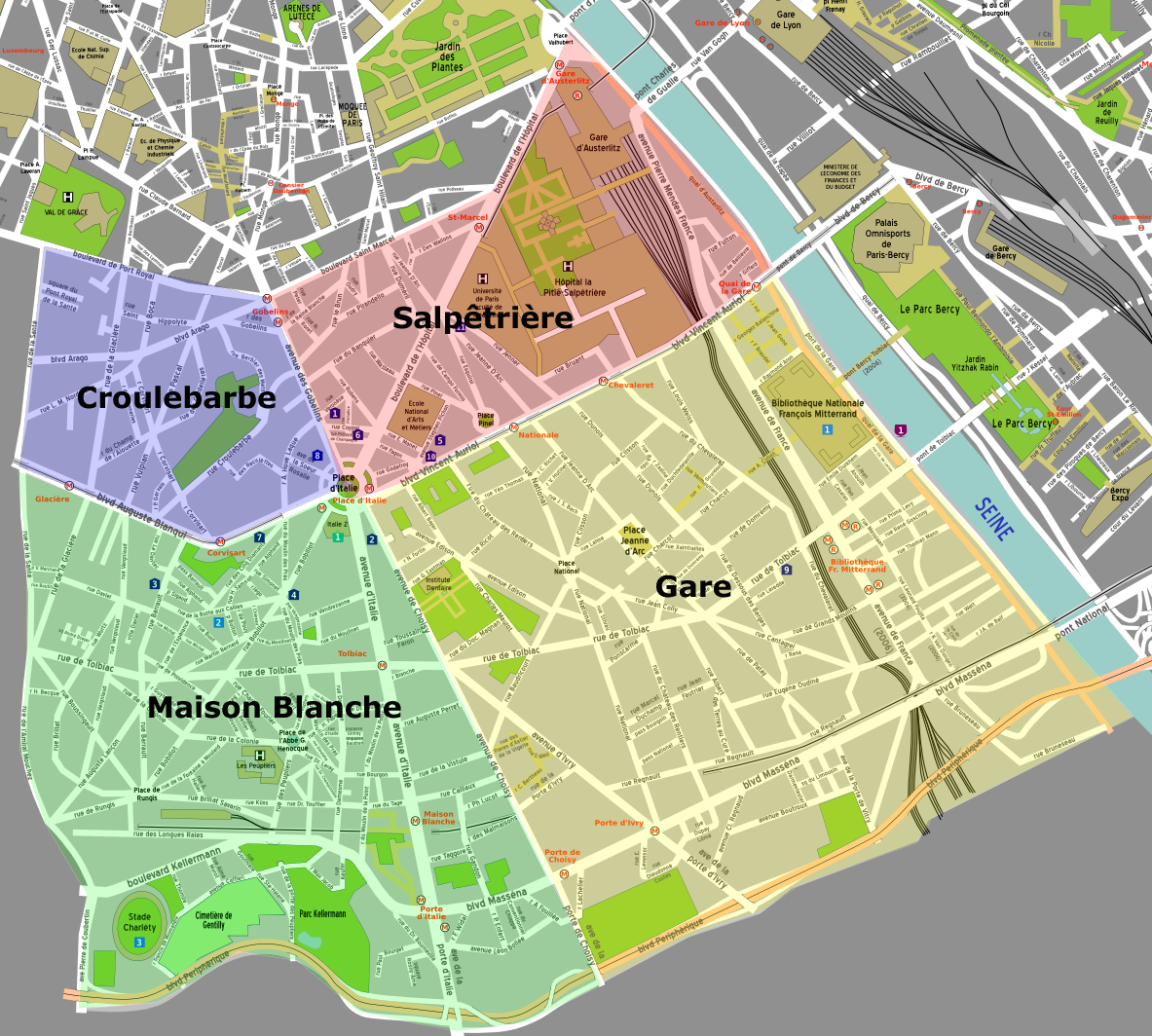
Barris administratius del 13é districte de París.

El barri de la Gare ocupa el quadrant sud-est del 13é districte de París. Pel nord, limita amb el barri de la Salpetrière, dins el mateix districte, amb el bulevard Vincent Auriol (antic bulevard de la Gare) com a límit. Per l'est, i de l'altre costat del riu Sena, té el barri de Bercy, al 12é districte. Pel sud, i ja fora de París, fita amb les comunes d'Ivry-sur-Seine i Kremlin-Bicêtre (Val-de-Marne). Per l'oest, amb l'avinguda de Choisy com a límit, té el barri de Maison-Blanche.

## Llocs d'interés
- La Biblioteca Nacional de França té en aquest barri una de les seues seus, la François Miterrand, inaugurada el 1996.
- La Universitat de París VII - Denis Diderot, la qual té la major part de les seues instal·lacions en aquest barri.
- L'Església de Notre-Dame-de-la-Gare, una església parroquial d'estil neoromànic construïda a mitjan segle xix.
- Dins el barri administratiu de la Gare es troba la zona coneguda com a «barri asiàtic» (quartier asiatique) de París, on la densitat de població amb orígens a l'Extrem Orient és molt alta. Aquest Chinatown parisenc del 13é districte es concentra al triangle format per l'avinguda de Choisy, l'avinguda d'Ivry i el bulevard Masséna, així com pels volts de l'estació de metro Olympiades.[2]